# سيناد بورك
سيناد بورك (بالإنجليزية: Sinéad Burke) هي كاتبة إيرلندية أكاديمية ومذيعة مشهورة بحديثها عن تيد حول «لماذا يجب أن يشمل التصميم الجميع».

## تعليمها
تدربت بورك كمدرسة في مدرسة ابتدائية، وتخرجت من معهد مارينو للتربية على رأس فئتها وحصلت على ميدالية فيري فوستر Vere Foster. تعمل بورك حاليًا على دكتوراه في كلية الثالوث بدبلن في مجال حقوق الإنسان، مع التركيز بشكل خاص على كيفية السماح للمدارس بإعطاء صوت للأطفال.

## نشاط الأزياء والتصميم
شعرت بورك التي تبلغ من العمر 16 عامًا، بأنها مستثناة في كثير من الأحيان من محادثات الموضة وعالم الأزياء بسبب خياراتها المحدودة المتاحة لها كشخص مصاب بالودانة (مرض لايصنع الجسم فيه غضاريف)، لذلك بدأت في التدوين لإبراز الطبيعة الحصرية لصناعة الأزياء. تقول بورك «لم يأخذني الناس بجدية بسبب جمالي الجسدي، لذلك بدأت التدوين في مجال صناعة الأزياء». شاركت بورك في تأسيس مجموعة الأزياء الشاملة والتصميم (IFDC) مع المدافِعة عن الإعاقة في الولايات المتحدة ليز جاكسون من أجل «تحدي المصممين الذين لم يفكروا تقليديًا بشكل كبير، للعمل مع الأشخاص ذوي الإعاقات، وإيجاد حلول جميلة لهذه المشاكل. تعتبر الجماليات مهمة جدًا، ولكن إذا نظرت إلى المنتجات المصممة خصيصًا لذوي الاحتياجات الخاصة، فستجدها قبيحة جدًا». تمت دعوة جاكسون وبورك لحضور حدث بالبيت الأبيض بعنوان «تصميم للجميع» حيث سلطت إدارة أوباما الضوء على تقاطع الموضة والإعاقة. تعمل بورك بنشاط على إبراز أهمية التصميم الشامل في جميع مجالات الحياة بسبب التحديات العملية التي تواجهها في الحياة والانتقال إلى عالم لم يتم تصميمه للأشخاص ذوي الإعاقات. ترفع بورك شعار «التصميم امتياز هائل، لكنه مسؤولية أكبر».
تعمل بورك كسفيرة لدى الجمعية الأيرلندية لمنع القسوة ضد الأطفال وجمعية توعية الفتيات الأيرلنديات.